# Адміністративний устрій Харківського району (1923—2020)
Адміністративний устрій Харківського району — адміністративно-територіальний поділ Харківського району Харківської області на 1 міську громаду, 2 селищні громади, 1 сільську громаду, 1 міську, 9 селищних рад та 11 сільських рад, які об'єднують 99 населених пунктів та підпорядковані Харківській районній раді. Адміністративний центр району — місто Харків, що є містом обласного значення, адміністративним центром області і до складу району не входить.

## Список громадХарківського району
| № | Назва                         | Центр       | Населені пункти | Площа км² | Місце за площею | Населення (2001), чол. | Місце за населенням |
| - | ----------------------------- | ----------- | --- | --------- | --------------- | ---------------------- | ------------------- |
| 1 | Роганська селищна громада     | смт Рогань  | смт Рогань c. Борове c-ще Докучаєвське c. Лелюки c. Логачівка c. Пономаренки c. Хроли                                          |           |                 |                        |                     |
| 2 | Мереф'янська міська громада   | м.Мерефа    | м.Мерефа селище Селекційне смт Утківка село Верхня Озеряна село Кринички село Лелюки село Нижня Озеряна                        |           |                 |                        |                     |
| 3 | Пісочинська селищна рада      | смт Пісочин | смт Пісочин смт Березівка смт Коротич c. Надточії c-ще Новий Коротич c. Олешки c-ще Рай-Оленівка c. Стара Московка             |           |                 |                        |                     |
| 4 | Циркунівська сільська громада | c. Циркуни  | c. Циркуни c. Бутенкове c. Михайлівка c. Олександрівка c. Петрівка c. Руські Тишки c. Черняки c. Українське c. Черкаські Тишки |           |                 |                        |                     |

## Список радХарківського району
| №  | Назва                       | Центр           | Населені пункти | Площа км² | Місце за площею | Населення (2001), чол. | Місце за населенням |
| -- | --------------------------- | --------------- | --- | --------- | --------------- | ---------------------- | ------------------- |
| 1  | Південна міська рада        | м. Південне     | м. Південне c-ще Першотравневе |           |                 |                        |                     |
| 2  | Бабаївська селищна рада     | смт Бабаї       | смт Бабаї c-ще Затишне |           |                 |                        |                     |
| 3  | Безлюдівська селищна рада   | смт Безлюдівка  | смт Безлюдівка |           |                 |                        |                     |
| 4  | Будянська селищна рада      | смт Буди        | смт Буди c. Бистре c. Бідряги |           |                 |                        |                     |
| 5  | Васищівська селищна рада    | смт Васищеве    | смт Васищеве c-ще Подольох |           |                 |                        |                     |
| 6  | Височанська селищна рада    | смт Високий     | смт Високий c-ще Нова Березівка |           |                 |                        |                     |
| 7  | Кулиничівська селищна рада  | смт Кулиничі    | c. Благодатне c. Байрак c. Бобрівка c. Затишшя c-ще Зернове c-ще Кутузівка c-ще Момотове c-ще Прелесне c-ще Елітне c-ще Слобідське |           |                 |                        |                     |
| 8  | Манченківська селищна рада  | смт Манченки    | смт Манченки c-ще Барчани c. Горіхове c. Гурине c. Мищенки c. Нестеренки c-ще Санжари c-ще Спартаси c-ще Травневе c-ще Ударне      |           |                 |                        |                     |
| 9  | Покотилівська селищна рада  | смт Покотилівка | смт Покотилівка |           |                 |                        |                     |
| 10 | Хорошівська селищна рада    | смт Хорошеве    | смт Хорошеве |           |                 |                        |                     |
| 11 | Веселівська сільська рада   | c. Веселе       | c. Веселе c. Зелене c. Нескучне c-ще Мале Веселе                                                                                   |           |                 |                        |                     |
| 12 | Вільхівська сільська рада   | c. Вільхівка    | c. Вільхівка c. Верхня Роганка c. Сороківка c. Степанки                                                                            |           |                 |                        |                     |
| 13 | Глибоківська сільська рада  | c-ще Глибоке    | c-ще Глибоке c. Красне c. Мороховець c. Стрілеча                                                                                   |           |                 |                        |                     |
| 14 | Слобожанська сільська рада  | c. Слобожанське | c. Слобожанське c. Борщова |           |                 |                        |                     |
| 15 | Котлярівська сільська рада  | c. Котляри      | c. Котляри c. Мовчани |           |                 |                        |                     |
| 16 | Лизогубівська сільська рада | c. Лизогубівка  | c. Лизогубівка c. Кирсанове c. Темнівка c. Хмарівка c. Шубіне                                                                      |           |                 |                        |                     |
| 17 | Липецька сільська рада      | c. Липці        | c. Липці |           |                 |                        |                     |
| 18 | Лук'янцівська сільська рада | c. Лук'янці     | c. Лук'янці c. Борисівка c. Олійникове c. Пильна                                                                                   |           |                 |                        |                     |
| 19 | Малороганська сільська рада | c. Мала Рогань  | c. Мала Рогань c. Бісквітне c. Коропи                                                                                              |           |                 |                        |                     |
| 20 | Тернівська сільська рада    | c. Тернова      | c. Тернова c. Перемога |           |                 |                        |                     |
| 21 | Яковлівська сільська рада   | c. Яковлівка    | c. Яковлівка c. Олександрівка c. Ржавець                                                                                           |           |                 |                        |                     |

* Примітки: м. — місто, с-ще — селище, смт — селище міського типу, с. — село